# The Last Guardian
The Last Guardian är ett actionäventyrsspel till Playstation 4, utvecklat av genDESIGN och SIE Japan Studio samt utgivet av Sony Interactive Entertainment. Fumito Ueda har designat och regisserat spelet. Den har samma gameplay-element som Uedas tidigare spel Ico och Shadow of the Colossus. I The Last Guardian tar spelaren kontroll över en unge pojke som blir vän med Trico: en enorm varelse som liknar en grip. Tillsammans ska man ta sig förbi faror, hinder och vakter som letar efter dem.
The Last Guardian har varit under utveckling av Team Ico sedan 2007, och blev utannonserat vid E3-mässan 2009 med en planerad release under 2011 för Playstation 3. Därefter har spelet drabbats av många förseningar. 2012 fick man veta att spelet skulle göras till Playstation 4. Vid E3-mässan 2015 visade man upp The Last Guardian som släpptes i december 2016.

## Spelupplägg
The Last Guardian spelas ur ett tredjepersonsperspektiv. Spelaren styr en ung pojke som kan springa, hoppa, klättra och bära saker. Man använder också miljön till att smyga och bekämpa vakter. Om de tillfångatar pojken förlorar man.
Genom att använda sig av Trico får spelaren fler funktioner. Fumito Ueda har sagt att Trico drivs av sina egna instinkter, som spelaren måste dra nytta av för att slutföra uppgifter i spelet. Till exempel kan man behöva skrika eller kasta saker till en bestämd plats för att få Tricos uppmärksamhet. Trico kan avfyra blixtar från sin svans tillsammans med en spegelsköld som pojken hittar under spelets gång. Trico kan också ändra färgen på sina ögon för att visa hur han mår.
Spelaren måste även ta hand om Trico, bland annat att ge honom mat och ta ut spjut samt andra vapen från hans kropp. I början av spelet kommer Trico att vägra äta den maten han får och visa olydnad. Ueda tror att varje spelare kommer att uppleva Trico annorlunda, eftersom man väljer hur man ska interagera med honom.

## Handling
Handlingen i The Last Guardian berättas genom en flashback av en äldre man som var en ung pojke när han inledde en vänskap med varelsen Trico (トリコ Toriko?). Namnet kan tolkas som "fånge" (虜 toriko?), "fågelunge" (鳥の子 tori no ko?) eller ett teleskopord av "fågel" (鳥 tori?) och "katt" (猫 neko?).
I flashbacken har pojken blivit kidnappad och förts till ett stort slott under mystiska omständigheter. Han vaknar upp ur sin medvetslöshet och upptäcker att han har tatueringar över kroppen. Han hittar ett sätt att komma ut ur slottet och på vägen möter han Trico som är fastkedjad. Pojken hjälper Trico och de bygger upp en relation.

## Utveckling

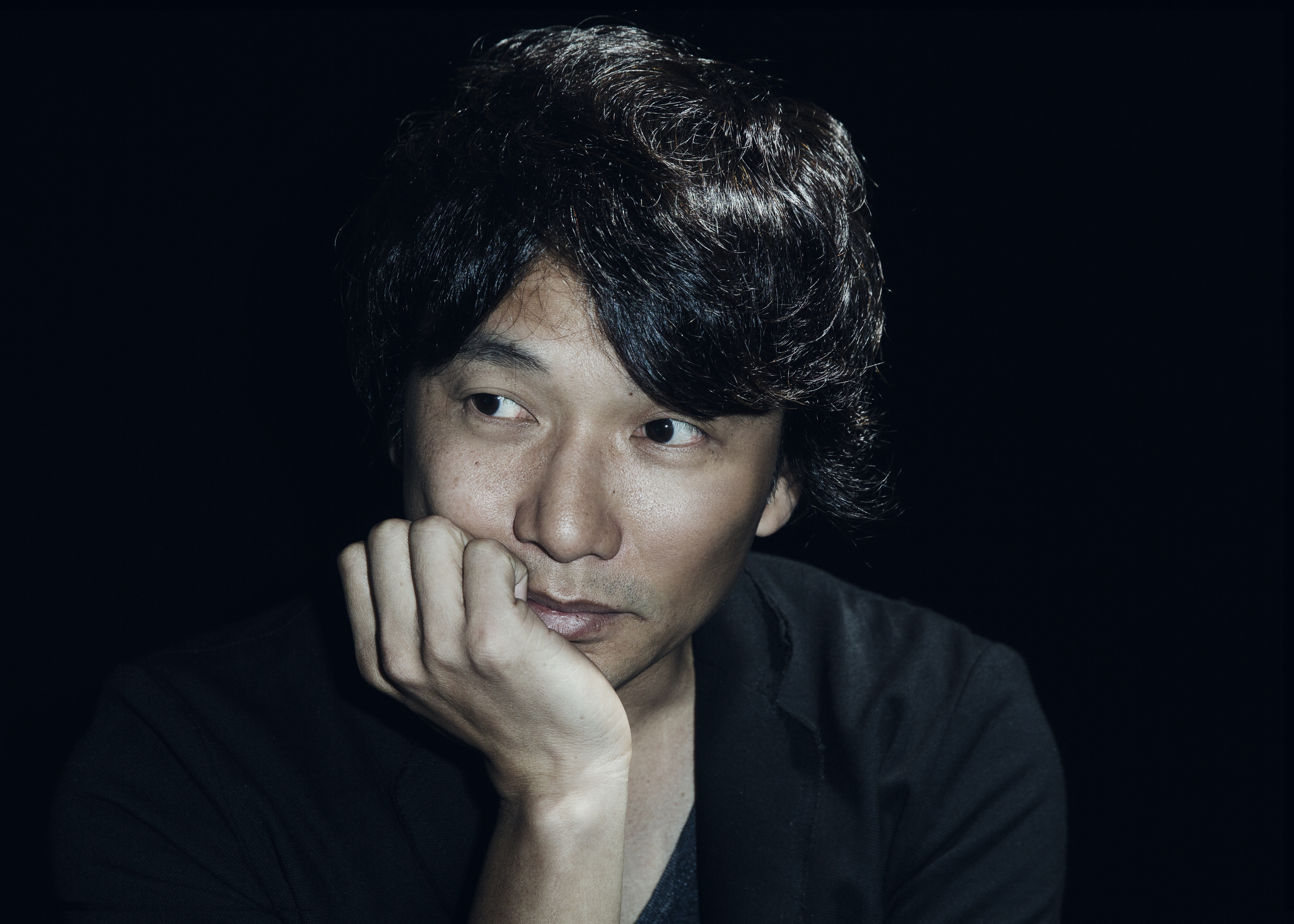
Spelets skapare Fumito Ueda.

De första idéerna för The Last Guardian kom omkring 2005 efter Shadow of the Colossus av Fumito Ueda. Team Ico påbörjade arbetet med spelet under 2007. Det skulle släppas till Playstation 3 av Sony Interactive Entertainment. Arbetsnamnet var Project Trico. 2009 utannonserades spelet på E3-mässan. I mars 2011 visade man upp ett demo vid Game Developers Conference. Ueda lämnade Sony i december 2011. Men skulle arbeta på spelet tills hans kontrakt tog slut. 2012 berättade Sony att spelet skulle släppas till Playstation 4. Orsaken berodde på att flera av de tänkta funktionerna inte hade fungerat om spelet hade utvecklats till Playstation 3. Ueda och Team Ico var inte involverade i beslutet. Åren därefter anses spelet fastnat i development hell.
På E3-mässan 2015 meddelade Ueda att han arbetar fortfarande på spelet med sin nya studio genDESIGN. Releasedatumet är någon gång under 2016. På Tokyo Game Show 2015 hade en helskärmsbild av Trico tagits fram. Den kunde reagera i realtid av en Playstation Move-kamera.
På E3-mässan 2016 meddelade Sony att spelet skulle släppas den 25 oktober 2016. I en intervju med Kotaku sade Ueda att spelet är färdigt, det som återstod var att finjustera grafiken och cut-scener. I september 2016 flyttades släppdatumet till december 2016, eftersom utvecklarna behöver mer tid för att åtgärda buggar i spelet. En begränsad samlarutgåva kommer att finnas tillgänglig där man får en steelbook, en digital kopia av spelets soundtrack, stickers, en bok med konceptkonst samt en staty av Trico och pojken.

### Förklarande noter
1. ↑  Den japanska titeln är Hitokui no Ōwashi Trico (人喰いの大鷲トリコ Hitokui no Ōwashi Toriko?, Trico the Large Man-Eating Eagle) som översätts till "Den enorma människoslukande örnen Toriko" på svenska[5]